# Severin na Kupi
Severin na Kupi är en ort i Kroatien.   Den ligger i länet Gorski kotar, i den centrala delen av landet, 80 km sydväst om huvudstaden Zagreb. Severin na Kupi ligger 268 meter över havet och antalet invånare är 120.
Terrängen runt Severin na Kupi är kuperad åt sydväst, men åt nordost är den platt. Runt Severin na Kupi är det ganska glesbefolkat, med 42 invånare per kvadratkilometer. Närmaste större samhälle är Ogulin, 17,4 km söder om Severin na Kupi. I omgivningarna runt Severin na Kupi växer i huvudsak lövfällande lövskog.